# Aeropuerto Internacional de Bagé
Aeropuerto Internacional de Bagé (IATA: BGX, OACI: SBBG), es el aeropuerto que da servicio a Bagé, Brasil.  
Es operado por CCR.

## Historia
El aeropuerto abrió el 5 de julio de 1946. El 8 de febrero de 1952 el aeropuerto pasó a llamarse Gustavo Kraemer, quien el 20 de junio de 1950 murió en un accidente aéreo mientras pilotaba un avión de SAVAG , aerolínea de la que también era presidente.
Anteriormente operado por Infraero, el 7 de abril de 2021 CCR ganó una concesión a 30 años para operar el aeropuerto.

## Aerolíneas y destinos
| Aerolíneas   | Destinos     |
| ------------ | ------------ |
| Azul Conecta | Porto Alegre |

## Accidentes e incidentes
- 7 de abril de 1957: un Varig Curtiss C-46A-45-CU Commando registro PP-VCF que operaba un vuelo de Bagé a Porto Alegre se estrelló durante el despegue de Bagé luego de un incendio desarrollado en el pozo de la rueda dentada principal izquierda y las consiguientes dificultades técnicas. Los 40 pasajeros y la tripulación murieron.[6][7]

## Acceso
El aeropuerto está ubicado a 9 km (6 millas) del centro de Bagé.